# Mariä Himmelfahrt (Münsing)

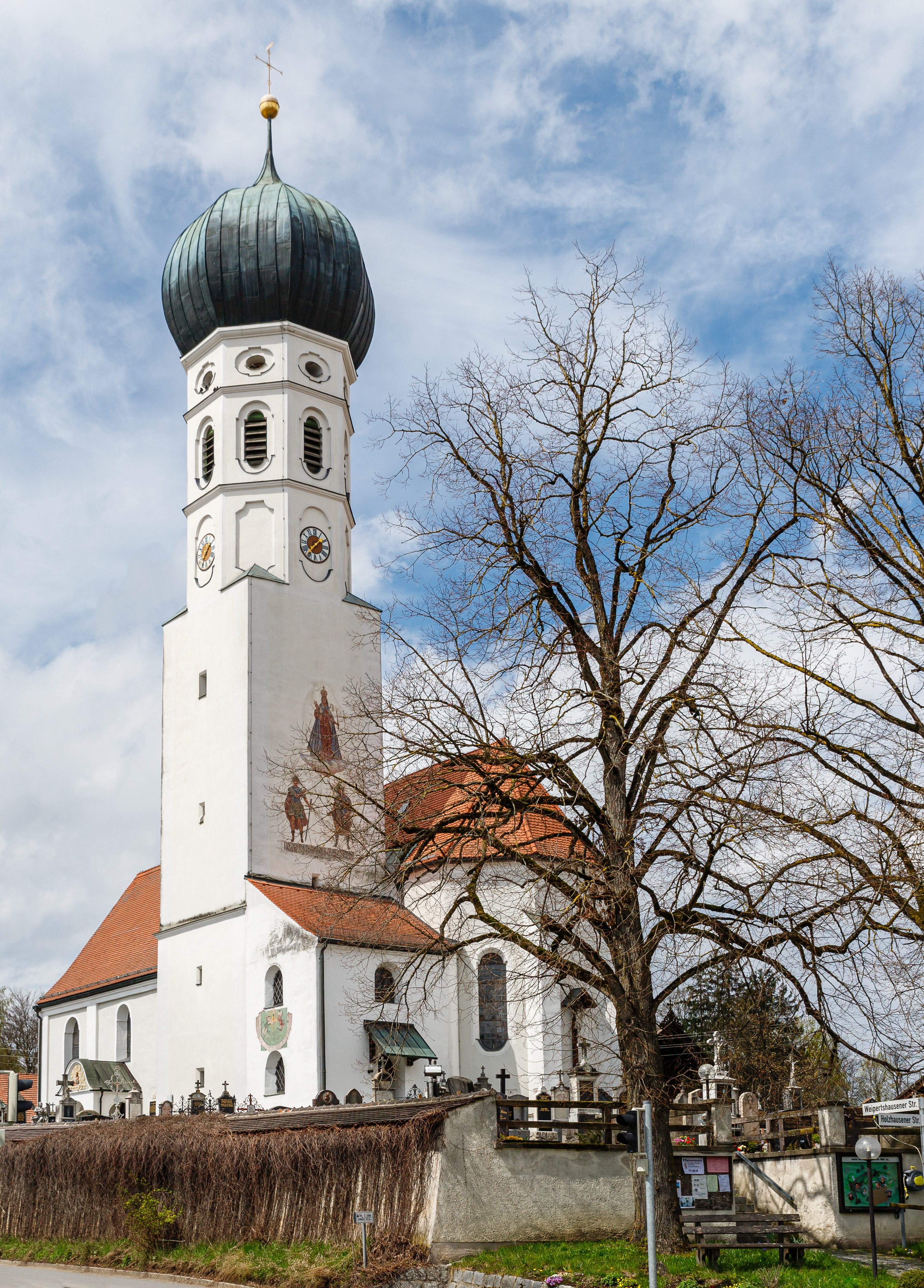
Mariä Himmelfahrt in Münsing

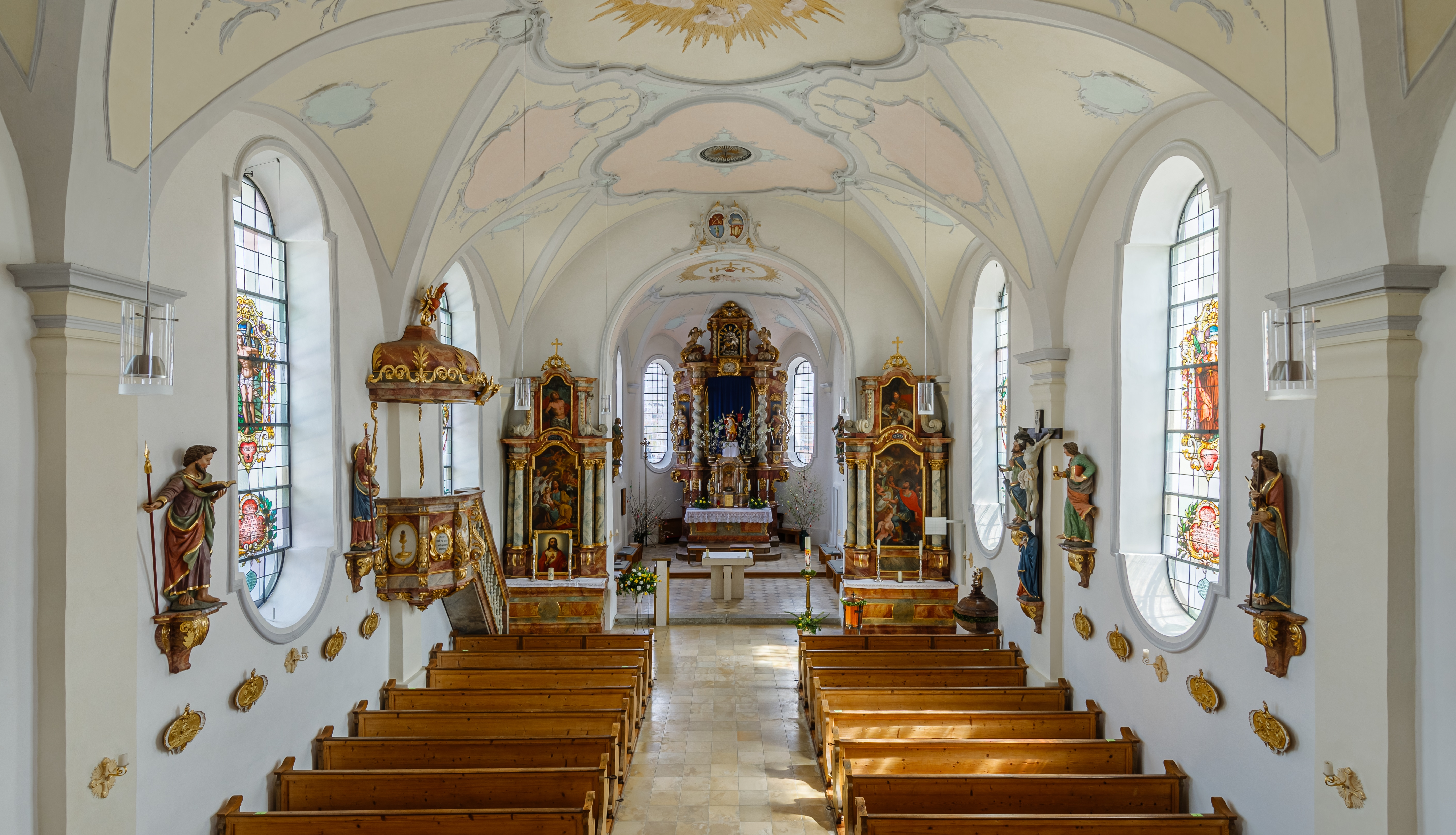
Innenansicht

Die römisch-katholische Pfarrkirche Mariä Himmelfahrt steht in Münsing, einer Gemeinde im oberbayerischen Landkreis Bad Tölz-Wolfratshausen. Sie ist in der Liste der Baudenkmäler in Münsing unter der Nr. D-1-73-137-1 eingetragen. Die Kirche gehört zum Dekanat Bad Tölz-Wolfratshausen im Erzbistum München und Freising.

## Beschreibung
Die spätgotische Saalkirche wurde um 1640/50 barock umgestaltet. Sie besteht aus dem um 1919 nach Westen verlängerten Langhaus, dem eingezogenen, dreiseitig geschlossenen Chor im Osten und dem Chorflankenturm auf quadratischem Grundriss an der Südwand des Chors. Die im Zuge der Barockisierung aufgesetzten achteckigen Obergeschosse des Turms tragen eine Zwiebelhaube. Die Sakristei steht in der Südostecke von Chorflankenturm und Chor. Ein Vorbau an der Fassade im Westen führt zum Portal.

## Orgel

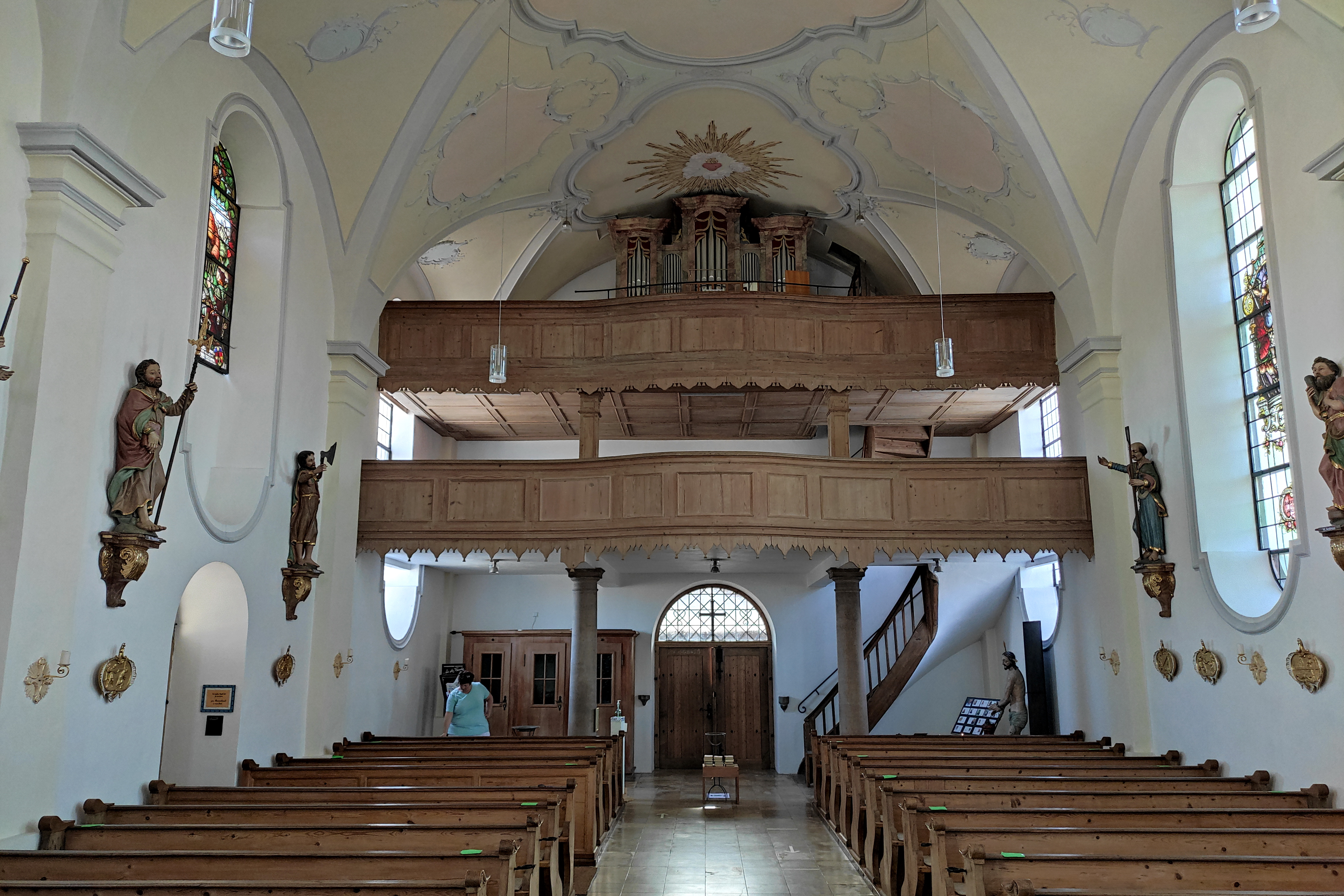
Die Linder-Orgel

Die Orgel mit 14 Registern, dazu ein Vorabzug und zwei Extensionen, auf zwei Manualen und Pedal wurde 2014 von Alois Linder gebaut. Dabei wurden das Gehäuse und einige Register aus einem Vorgängerinstrument von Franz Borgias Maerz von 1889 wiederverwendet. Die Disposition lautet:
| I Manual C–g3            |       |
| Principal                | 8′    |
| Rohrflöte                | 8′    |
| Octave                   | 4′    |
| Traversflöte             | 4′    |
| Superoctave              | 2′    |
| Quinte (Vorabzug Mixtur) | 1 ⁄3′ |
| Mixtur III–IV            | 1 ⁄3′ |

| II Manual C–g3 |        |
| Gedeckt        | 8′     |
| Salicional     | 8′     |
| Spitzflöte     | 4′     |
| Quinte         | 2 ⁄3′  |
| Waldflöte      | 2′     |
| Terz           | 1 3⁄5′ |
| Tremulant      |        |

| Pedal C–f1                |     |
| Subbaß                    | 16′ |
| Oktavbaß                  | 8′  |
| Gedecktbaß (Ext. Subbaß)  | 8′  |
| Choralbaß (Ext. Oktavbaß) | 4′  |

- Koppeln: II/I, I/P, II/P

Anmerkungen
1. 1 2  aus der alten Orgel.
2. 1 2  teilweise aus der alten Orgel.